# Ruy Rendón Leal
Ruy Rendón Leal (Cadereyta Jiménez, 27 ottobre 1953) è un arcivescovo cattolico messicano, dal 26 aprile 2016 arcivescovo metropolita di Hermosillo e dal 27 maggio 2024 amministratore apostolico di Nogales.

## Biografia

### Formazione e ministero sacerdotale
Dopo aver compiuto gli studi ecclesiastici nel seminario di Monterrey, è stato ordinato presbitero l'8 settembre 1979 dall'arcivescovo di Monterrey José de Jesús Tirado Pedraza, incardinandosi nell'arcidiocesi di Monterrey.
Dal 1980 al	1983 è stato direttore spirituale e prefetto degli studi del seminario minore di Monterrey.
Nel 1995 ha conseguito la licenza in teologia biblica presso la Pontificia Università Gregoriana di Roma.
Dal 1996 al 2005 è stato direttore spirituale del seminario maggiore di Monterrey.

### Ministero episcopale
Il 28 settembre 2005 papa Benedetto XVI lo ha nominato vescovo prelato di El Salto. Ha ricevuto l'ordinazione episcopale il 30 novembre successivo dall'arcivescovo metropolita di Monterrey José Francisco Robles Ortega, co-consacranti il l'arcivescovo di Durango Héctor González Martínez e il prelato emerito di El Salto Manuel Mireles Vaquera.
Il 16 luglio 2011 papa Benedetto XVI lo ha nominato vescovo di Matamoros.
Il 15 maggio 2014 ha compiuto la visita ad limina.
All'interno della Conferenza Episcopale Messicana ha fatto parte della commissione per l'università e dal 2011 al 2016 è stato vescovo responsabile del ministero profetico. È vescovo referente dell'Ordo Virginum in Messico.
Il 26 aprile 2016 papa Francesco lo ha promosso arcivescovo metropolita di Hermosillo, succedendo a José Ulises Macías Salcedo, dimessosi per raggiunti limiti d'età. Ha preso possesso dell'arcidiocesi il successivo 9 giugno. Ha ricevuto il pallio il 10 febbraio 2017.
Dal 27 maggio 2024 ricopre anche l'ufficio di amministratore apostolico di Nogales.

## Genealogia episcopale
La genealogia episcopale è:
- Cardinale Scipione Rebiba
- Cardinale Giulio Antonio Santori
- Cardinale Girolamo Bernerio, O.P.
- Arcivescovo Galeazzo Sanvitale
- Cardinale Ludovico Ludovisi
- Cardinale Luigi Caetani
- Cardinale Ulderico Carpegna
- Cardinale Paluzzo Paluzzi Altieri degli Albertoni
- Papa Benedetto XIII
- Papa Benedetto XIV
- Cardinale Enrico Enriquez
- Arcivescovo Manuel Quintano Bonifaz
- Cardinale Buenaventura Córdoba Espinosa de la Cerda
- Cardinale Giuseppe Maria Doria Pamphilj
- Papa Pio VIII
- Papa Pio IX
- Arcivescovo José María Ignacio Montes de Oca y Obregón
- Arcivescovo Próspero María Alarcón y Sánchez de la Barquera
- Arcivescovo Leopoldo Ruiz y Flóres
- Cardinale Miguel Darío Miranda y Gómez
- Vescovo Alfredo Torres Romero
- Cardinale José Francisco Robles Ortega
- Arcivescovo Ruy Rendón Leal